# Feriköy SK
Feriköy SK – turecki klub sportowy z siedzibą w dzielnicy Stambułu o tej samej nazwie. Najbardziej znaną sekcją klubu jest sekcja piłkarska.

## Historia
Feriköy Spor Kulübü został założony w 1927. W 1959 Feriköy awansował do Militi Lig i występował w niej przez kolejne dziewięć lat. W latach 1968–1973 i 1982–1983 klub występował w drugiej lidze. Potem nastąpił kryzys klubu, który występował głównie w rozgrywkach Amatör Lig. Obecnie Feriköyspor występuje İstanbul Amatör Süper Lig (VI liga).

## Sezony
- 9 sezonów w Süper Lig: 1959–1968.
- 6 sezonów w 1. Lig: 1968–1973, 1982–1983.
- 13 sezonów w 2. Lig: 1973–1975, 1984–1994, 1999–2000.
- 24 sezony w Amatör Lig: 1959, 1975–1982, 1983–1984, 1994–1999, 2000–.

## Znani piłkarze w klubie
| - Ali Beratlıgil | - Çetin Zeybek |

## Trenerzy
- Ali Beratlıgil (?)

## Sezony wSüper Lig
| Sezon   | Uzyskane Miejsce  |
| ------- | ----------------- |
| 1959-60 | 7                 |
| 1960-61 | 10                |
| 1961-62 | 18                |
| 1962-63 | 9 w gr. czerwonej |
| 1963-64 | 8                 |
| 1964-65 | 11                |
| 1965-66 | 8                 |
| 1966-67 | 11                |
| 1967-68 | 17 (spadek)       |